# Coprinellus domesticus
Coprinellus domesticus, es una especie de hongo en la familia Psathyrellaceae. Fue descripto por primera vez como Agaricus domesticus en 1788 por James Bolton, posteriormente fue renombrado Coprinus domesticus antes de ser transferido al género Coprinellus en 2001.